# Toruń
Toruń (Thorn în germană) este un municipiu în nordul Poloniei pe Râul Vistula. Orașul are o populație de 205.954 de locuitori și este una din cele două capitale ale Voievodatului Cujavie-Pomerania.
Anterior, acesta a fost capitala Voievodatului Toruń (1975-1998) și Voievodatul Pomerania (1921-1945). Începând cu anul 1999, Toruń a fost un loc de auto-guvernare a voievodatului Cuiavia-Pomerania și una dintre cele două capitale (împreună cu Bydgoszcz). 

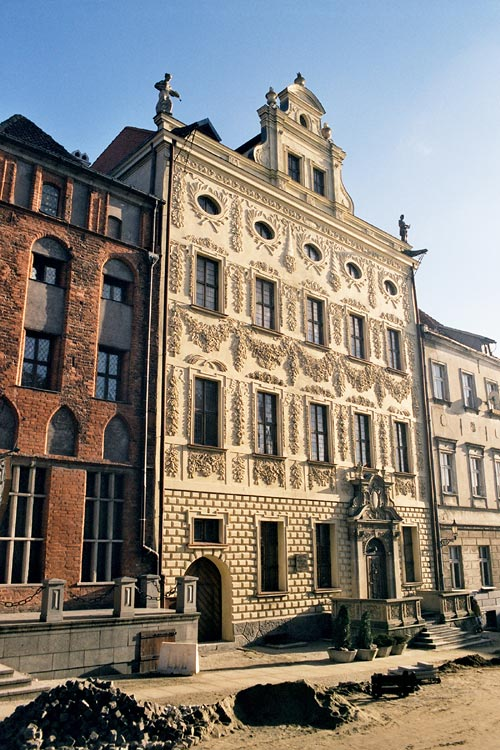
Toruń - Palatul Dabski

Centrul vechi istoric din Toruń a fost înscris în anul 1997 pe lista patrimoniului cultural mondial UNESCO. În 2007, Orașul Vechi din Toruń a fost adăugat pe listele de Sapte Minuni ale Poloniei. National Geographic Polonia evaluat piața orașului vechi și primăria gotică ca fiind unul dintre cele "30 cele mai frumoase locuri din lume."
Toruń este orașul natal al renumitului astronom Nicolaus Copernic, părintele teoriei heliocentrice.

## Istorie
Zona orașului s-a situat încă din vremurile preistorice pe granița a trei regiuni geografice, a avut acces la râu și la o trecere convenabilă peste râul Vistula iar, datorită împrejurimilor sale, zona s-a dezvoltat încă din paleolitic. Prima așezare din zona învecinată este datată pe la 1100 î.Hr.
Orașul modern a fost înființat de Cavalerii Teutoni în 1230. Zona sa înconjurătoare a reprezentat un punct de plecare pentru expedițiile organizate în vederea cuceririi triburilor prusace dar și locul creării Ordinului Teutonic. Prima mențiune istorică a orașului Toruń a fost inserată într-un document de bază din 28 decembrie 1233 emis de Hermann von Salza, maestru al Cavalerilor Teutoni. În anul 1236, din cauza inundațiilor frecvente în zonele joase ale râului Vistula, orașul a fost translatat în amonte, pe poziția sa actuală. Noul teritoriu este delimitat în actul de privilegiu, emis la Chelmno în anul 1251, eliberat în locul celui vechi, distrus într-un incendiu. În 1263 călugării franciscani au construit un oraș nou, urmați în 1239 de către dominicani.In 13 august 1264 a fost conferit statut de oraș Orașului Nou,situat în proximitatea estică a Orașului Vechi. În 1454, cele două orașe s-au unit din punct de vedere administrativ, cu toate că zidurile încă le separau formal.
În 1280 Toruń a devenit membru al Ligii Hanseatice. Intervalul cuprins între secolele XIV-XV reprezintă prima perioadă de dezvoltare rapidă a orașului. Toruń a devenit un centru comercial major în Prusia, în care s-a locuiau mai mult de 20 de mii de locuitori. Aici s-a semnat primul tratat din Torun, care a consemnat terminarea marelui război dintre polonezi și cruciați, desfășurat între anii 1409-1411.

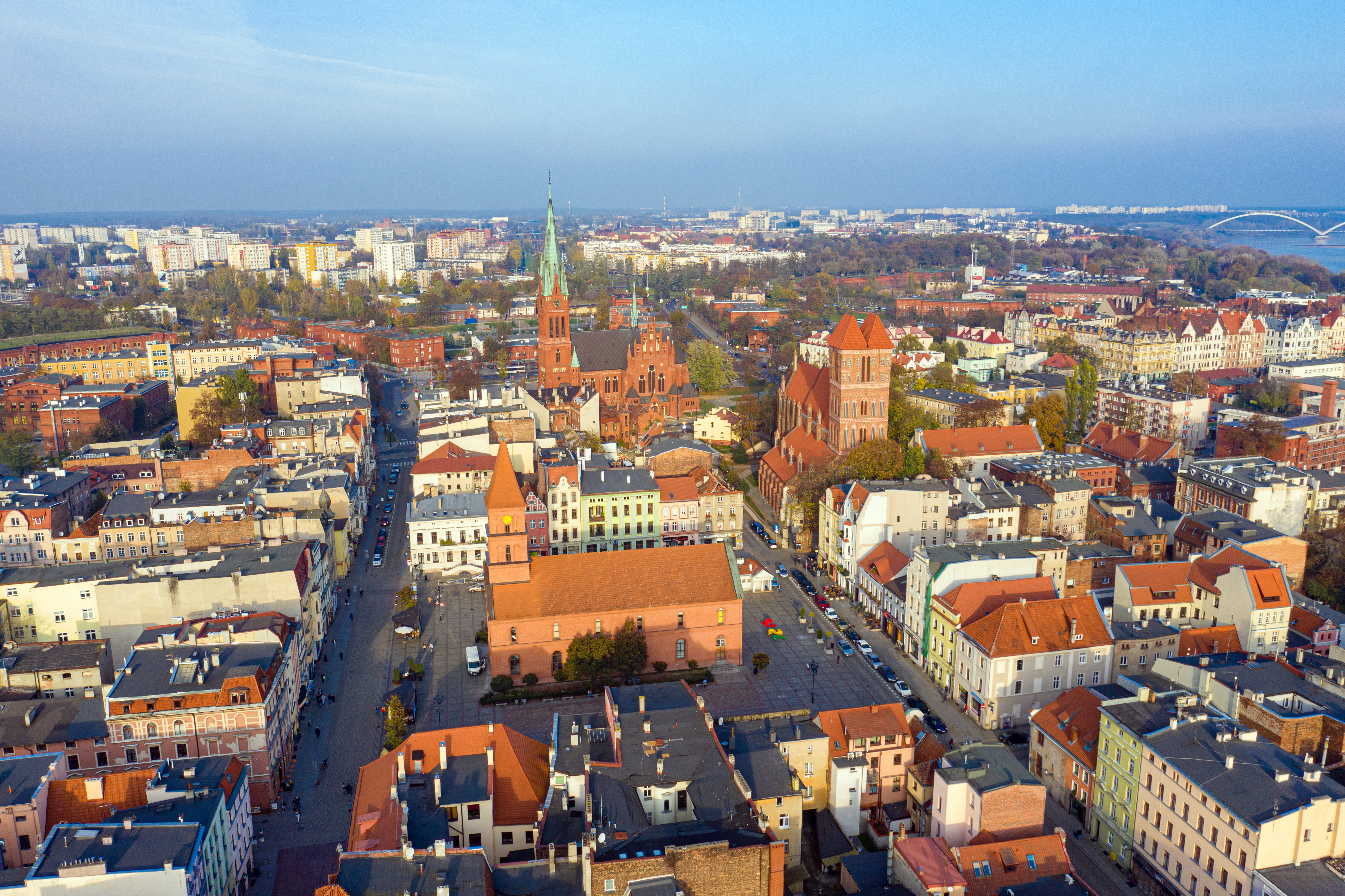
Vedere a orașului dinspre vest

## Personalități născute aici
- Nicolaus Copernic (1473 - 1543), astronom, celebru pentru dezvoltarea teoriei heliocentrice;
- Samuel Bogumił Linde (1771 - 1847), lingvist;
- Marian Jaroczyński (1819 - 1901), pictor, sculptor;
- Elżbieta Zawacka (1909 - 2009), profesoară universitară, general participant la cel de-al Doilea Război Mondial;
- Piotr Wysocki (n. 1936), actor;
- Bogusław Linda (n. 1952), actor;
- Jacek Yerka (n. 1952), pictor;
- Janusz Leon Wiśniewski (n. 1954), om de știință, scriitor;
- Nikodem Popławski (n. 1975), fizician.